# Jane Asher
Jane Asher (Londres, Inglaterra; 5 de abril de 1946) es una actriz británica de cine y televisión.

## Biografía
Jane Asher nació el 5 de abril de 1946 en Londres, Inglaterra. Hija del Dr. Richard Asher y de Margaret Eliot. Su padre era psiquiatra y estaba a cargo de tratar las enfermedades mentales en el Central Middlesex Hospital in Acton. Además era un gran escritor. Su madre fue profesora de música clásica en la Guildhall School of Music and Drama. Solía tocar el oboe en orquestas sinfónicas, pero lo dejó para tener una familia, aunque siguió dando lecciones en su casa. 
Es la segunda de tres hermanos: Peter Asher y Clare Asher. Su hermano mayor, formaba parte del dúo Peter and Gordon, mientras que su hermana menor era actriz de Radio. Además de sus famosas actuaciones, se desempeña como una experta en Manualidades y Pastelería. En los años 60 también era considerada como modelo para varias revistas y desfiles de moda.

## Carrera
Jane Asher comenzó su carrera cinematográfica a los cinco años, con el film de 1952 Mandy En 1955, apareció en las películas Adventure in the Hopfields y The Quatermass Xperiment, sin ser acreditada en ninguna de ellas. Ese mismo año tuvo la oportunidad de trabajar junto a su hermano Peter Asher y junto al actor Arthur Skinner en la serie de televisión The Adventures of Robin Hood.
En 1956, obtuvo otro papel protagónico en la película Charley Moon, junto a su coprotagonista Max Bygraves. La historia trata sobre la vida en un circo ambulante. Jane tenía en ese entonces 10 años. Jane Asher recordaría que durante el rodaje, se encantó con Bygraves. Pero sabía que eso era un amor plátonico, ella lo recuerda con mucho afecto.
Participó en el Radio Teatro de Alicia en el País de las Maravillas, teniendo ella el papel principal.
En 1961, participó en la película The Greengage Summer. En 1962, participó en la película The Prince and the Pauper y apareció en la serie de televisión Out Of This World.
Durante 1963, formó parte del elenco de la serie The Saint. También protagonizó otra serie televisiva, The Girl in The Headlines.
Durante ese año aparece en programas de televisión, en pequeñas actuaciones y además trabajando en lo que más le apasionaba, las obras de teatro. Romeo y Julieta. Es durante este año donde es invitada a participar como jurado en el festival Jux Box Jury, donde conoce a Paul McCartney.
En 1964, volvió a protagonizar una película, La máscara de la muerte roja, y actuó en la obra de teatro The Rainbow Man.
Al comenzar 1965 obtuvo papeles en diferentes películas, obras y apariciones en televisión tales como The Mill On The Floss, Pygmalion y Cleo, de la cual fue protagonista luego de unirse a la Old Vic de Bristol.  
En 1966, tuvo un papel en Alfie de Lewis Gilbert, con Michael Caine como protagonista. En 1968 intervino en una adaptación cinematográfica de Winter's Tale, de Shakespeare y en 1970 protagonizó su primera película importante: Deep End. Sólo intervendría en otras dos más, Buttercup Chain y Henry VIII and His Six Wives, sobre la vida y los matrimonios de Enrique VIII. En 1972 se retiraría del cine para dedicarse de lleno a su familia y a otras actividades paralelas a la actuación, hasta 1983. 
Uno de sus últimos trabajos en el cine, fue en la comedia del 2007 Death at a Funeral, que recibió buenas críticas.
También concursó en el programa de la BBC de Londres BBC Maestro, en donde diferentes estrellas de la televisión británica competían como maestros de orquesta.

## Actividades extra y vida personal
Actualmente, es propietaria de una cadena de pastelerías, la Jane Asher Party Cakes. Uno de sus mayores clientes es el parque de atracciones de Disneylandia. Sus manualidades han salido en diversas revistas de importancia. Es rostro de campañas en favor de los niños con cáncer y enfermedades mentales. Hoy en día es Presidenta de la Asociación Nacional de Autismo de Inglaterra.
En cuanto a su vida personal, terminada su relación con Paul McCartney, inició una relación con Robert Kid y una vez acabada ésta conoció a Gerald Scarfe, quien ha sido su marido hasta la fecha. Scarfe es conocido por crear las caricaturas y la famosa portada del álbum de Pink Floyd The Wall. El matrimonio tuvo tres hijos: Katie, Alex y Rory.

## Relación con Paul McCartney
Se conocieron el 18 de abril de 1963 en el festival Jux Box Jury retransmitido por la BBC desde el Royal Albert Hall, en el que intervinieron The Beatles. Jane participaba como miembro del jurado, a la vez que ovacionaba al cuarteto inglés tras sus canciones. Finalizado el espectáculo, se encargó de entrevistarlos. Aproximadamente, el 28 de enero de 1964,  McCartney se fue a vivir con los Asher. A comienzos de 1964, la pareja se trasladaría a la casa que él había comprado en el número 7 de Cavendish Avenue, en St John's Wood, cerca de los estudios de Abbey Road. A finales de 1967 McCartney y Asher se comprometen, dándole Paul un anillo de diamantes y esmeraldas. 
Tras cinco años de noviazgo, Jane decide darle fin la relación públicamente el 20 de julio de 1968 debido a una presunta infidelidad del músico. Desde entonces ella no ha hecho ninguna declaración sobre su relación con el bajista de The Beatles, alegando que esa época pertenece a su vida privada. Por su parte Paul recordó su relación con la década de los 90's tanto en su biografía autorizada como en Anthology: «Estuvimos a punto de casarnos. Pero siempre surgía algún imprevisto que retrasaba los planes. Por lo que uno de nosotros pensó que esto no iba a funcionar. Jane y yo tuvimos un largo y bonito noviazgo».
A pesar de que la relación no terminó en boda, aún se considera a Asher uno de los grandes amores de McCartney y una de las musas más influyentes del rock del siglo XX. Aunque se le han atribuido canciones que en realidad no son dirigidas a ella, Jane es la mujer que más canciones inspiró en la historia de The Beatles, con un total de 11 o 14 canciones que McCartney compuso para su exnovia. Las canciones que se creía eran para sobre ella son "I Will", "Honey Pie", "And I love her", "Here There And Everywhere"  y "Oh! Darling". Inspiró otras canciones como "She's A Woman", "All My Loving", "For No One", "Things We Said Today", "I've Just Seen A Face" y "You Won't See Me", entre otras. 

Jane Asher & Paul McCartney

- Datos: Q204426
- Multimedia: Jane Asher / Q204426